# Ruud Geels
Geertruida Maria Geels (født 28. juli 1948 i Haarlem, Holland, død 18. november 2023) var en hollandsk fodboldspiller, der spillede som angriber. Han var bror til religionshistorikeren og -psykologen Antoon Geels (sv), professor emeritus ved Lunds Universitet.
Han repræsenterede på klubplan adskillige storhold i både hjemlandet og Belgien, blandt andet Feyenoord, Ajax, PSV Eindhoven, Club Brugge og RSC Anderlecht. Med både Feyenoord og Ajax vandt han det hollandske mesterskab, mens det med Club Brugge blev til triumf i den belgiske liga. Hele fem gange, i 1975, 1976, 1977, 1978 og 1981 blev han topscorer i den hollandske liga.

## Landshold
Geels spillede i årene mellem 1974 og 1981 20 kampe for Hollands landshold, hvori han scorede elleve mål. Han var en del af den hollandske trup der vandt sølv ved VM i 1974 og bronze ved EM i 1976.

## Titler
Æresdivisionen
- 1969 med Feyenoord
- 1977 med AFC Ajax

KNVB Cup
- 1969 med Feyenoord

Belgisk Liga
- 1973 med Club Brugge